# レナード・ローゼンマン
レナード・ローゼンマン（Leonard Rosenman、1924年9月7日 - 2008年3月4日）はアメリカ合衆国の作曲家。南カリフォルニア大学教授。数々の映画音楽の作曲で特に知られる。

## 略歴
ニューヨーク市ブルックリン生まれ。カリフォルニア大学バークレー校で音楽を学ぶ。
アルノルト・シェーンベルク、ルイージ・ダッラピッコラ、ロジャー・セッションズに作曲を師事し、合唱曲、室内楽などを書いた。
1955年、教え子だったジェームズ・ディーンからエリア・カザンに紹介され、『エデンの東』のテーマ曲作曲を依頼された。その後、『理由なき反抗』、『続・猿の惑星』『ミクロの決死圏』、『ザ・カー』『指輪物語』（アニメ映画）、『スタートレックIV 故郷への長い道』、『ロボコップ2』、『ミステリーゾーン』（『トワイライトゾーン』）など、映画やテレビドラマのテーマ音楽を多数作曲した。
『エデンの東』の、美しく親しみやすいワルツふう主題曲は、映画音楽としてローゼンマンの作品中もっとも有名である。このため、彼の代表作のように言われることが多い。
しかし彼は師匠の影響から前衛派の作曲家であり、映画音楽においても十二音階などの現代音楽的な技巧を駆使することが多く、特にSF映画の音楽で腕をふるってきた。
アカデミー賞は、『バリー・リンドン』、『ウディ・ガスリー/わが心のふるさと』で、二回の編曲賞を受けている。

## ディスコグラフィー
- The film music of Leonard Rosenman East Of Eden (dir. Elia Kazan; Warner Bros., 1955) Rebel Without A Cause (dir. Nicholas Ray; Warner Bros., 1955)(CD/全15曲)

その他(オリジナル・サウンドトラックなど)
各音楽配信・各音楽サイトにてサブスク、ダウンロード販売などもある。